# Syracuse Eagles
Syracuse Eagles byl profesionální americký klub ledního hokeje, který sídlil v Syracuse ve státě New York. V letech 1974–1975 působil v profesionální soutěži American Hockey League. Eagles ve své poslední sezóně v AHL skončily v základní části. Své domácí zápasy odehrával v hale Oncenter War Memorial Arena s kapacitou 6 159 diváků. Klubové barvy byly černá a bílá.
Klub byl během své existence farmami celků NHL. Jmenovitě se jedná o Montreal Canadiens a St. Louis Blues.

## Umístění v jednotlivých sezonách
Stručný přehled
Zdroj: 
- 1974–1975: American Hockey League (Jižní divize)

Jednotlivé ročníky
Zdroj: 
Legenda: Z - zápasy, V - výhry, VP - výhry v prodloužení, R - remízy, P - porážky, PP - porážky v prodloužení, VG - vstřelené góly, OG - obdržené góly, +/- - rozdíl skóre, B - body, fialové podbarvení - reorganizace, změna skupiny či soutěže
| USA / Kanada (1974 – 1975) |                    |        |    |    |    |    |    |    |     |     |     |    |        |          |
| Sezóny                     | Liga               | Úroveň | Z  | V  | VP | R  | PP | P  | VG  | OG  | +/- | B  | Pozice | Play-off |
| 1974/75                    | AHL (Jižní divize) | 2      | 75 | 21 | –  | 11 | –  | 43 | 254 | 332 | -78 | 53 | 4.     | –        |